# Wein im Alten Ägypten
Der Wein war im Alten Ägypten ein Getränk der Oberschicht, dessen Produktion man besondere Beachtung schenkte und dessen Konsum Ausdruck von hohem Prestige war. Da die Weinrebe nicht zur ursprünglichen Flora Ägyptens gehörte, wurde sie in vordynastischer Zeit vermutlich aus Kanaan eingeführt.
Private Weingüter sind im Alten Ägypten erstmals im Alten Reich belegt. In den thebanischen Gräbern des Neuen Reichs war die Darstellung von Weingärten und Weinproduktion ein beliebtes Motiv.

## Herkunft und früheste Importe
Die Herkunft und erste Kultivierung der wilden Weinrebe (Vitis sylvestris), die nicht zur Flora
Ägyptens gehört, wird im syrisch-palästinischen Raum vermutet, wo der Weinbau im 4. Jahrtausend v.
Chr. bereits ein wesentlicher Bestandteil der Lebensmittelproduktion war. Schon in vordynastischer
Zeit wurde Wein in veredelter Form aus diesem Raum nach Ägypten eingeführt.
Ein wichtiger Beleg für diese vordynastischen Weinimporte liefert das Grab U-j von Pharao Skorpion I., welches 1988 im Friedhof U in Abydos (Umm el-Qaab) vom deutschen Archäologischen Institut (DAI) entdeckt wurde und in die Naqada IIIa-Zeit um 3320 v. Chr. datiert wird. Zwei Kammern enthielten noch etwa 200 importierte Gefäße in situ, die durch ihre Formen und Material deutlich von gleichzeitiger ägyptischer Keramik zu unterscheiden sind. Als Inhalt der Gefäße ist durch chemische Untersuchungen Wein gesichert. Einige Gefäße enthielten zudem Feigenscheiben, die vermutlich zur Geschmacksverbesserung (Süßung, Aromatisierung) in die Gefäße gehängt worden sind. Ulrich Hartung vermutet, dass das Grab dieses Königs mit etwa 700 Importgefäßen, d. h. bei ihrem durchschnittlichen Fassungsvermögen von 6 bis 7 Litern mit etwa 4500 Litern Wein ausgestattet war.

## Weingärten

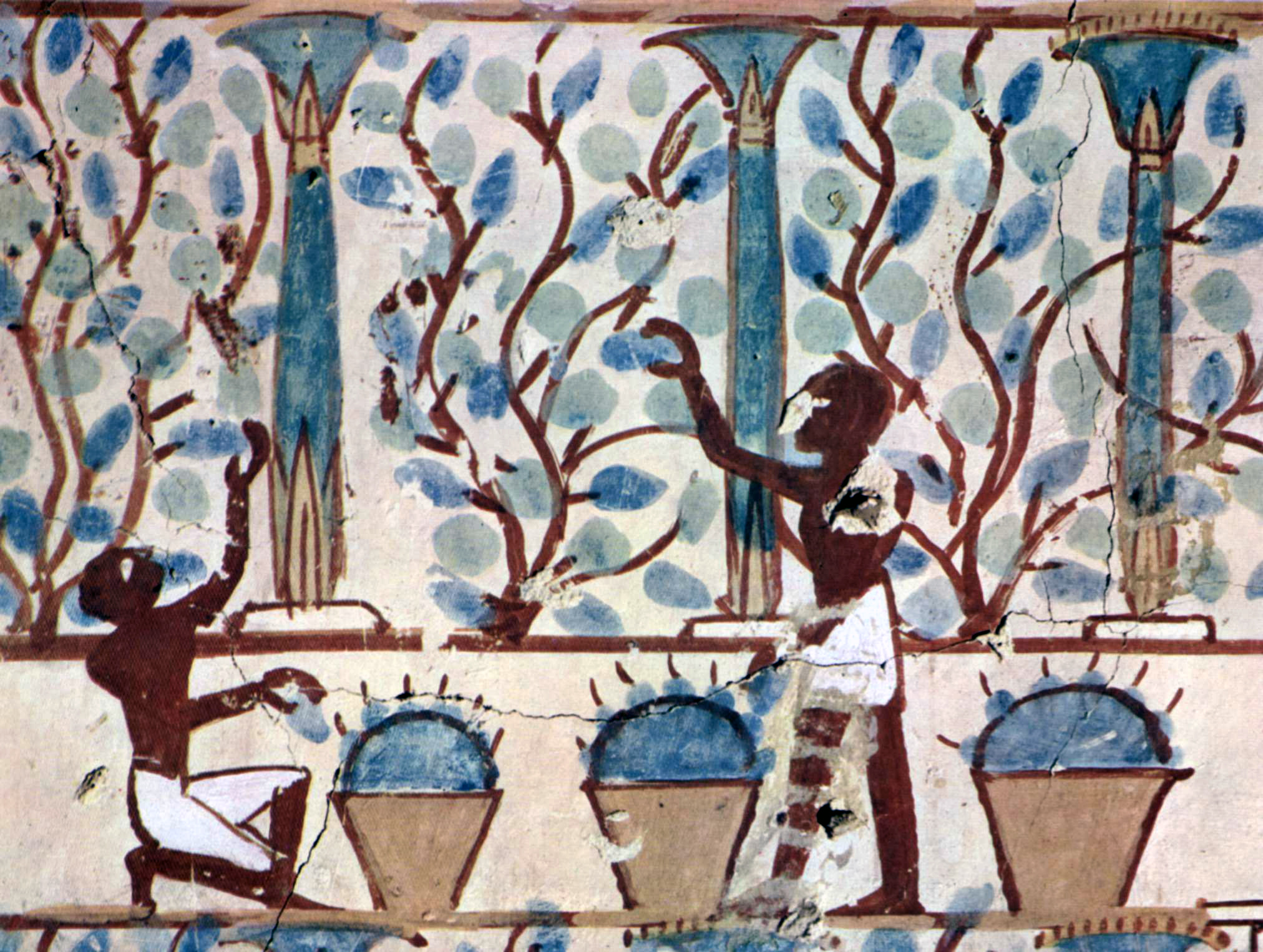
Weinlese, Darstellung in der Grabkapelle des Nebamun

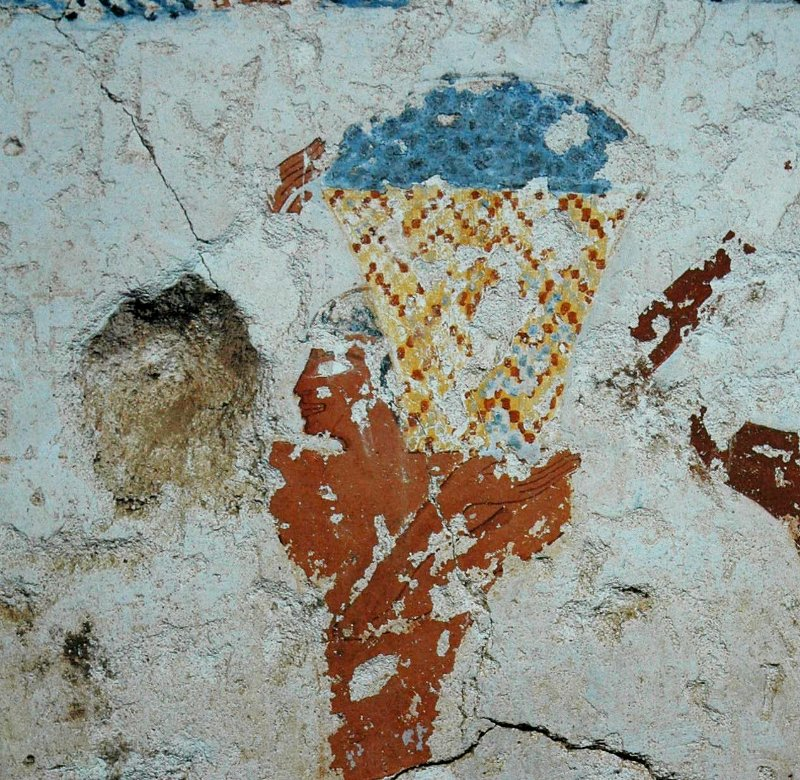
Weinzubereitung, Grab des Ineni (TT81)

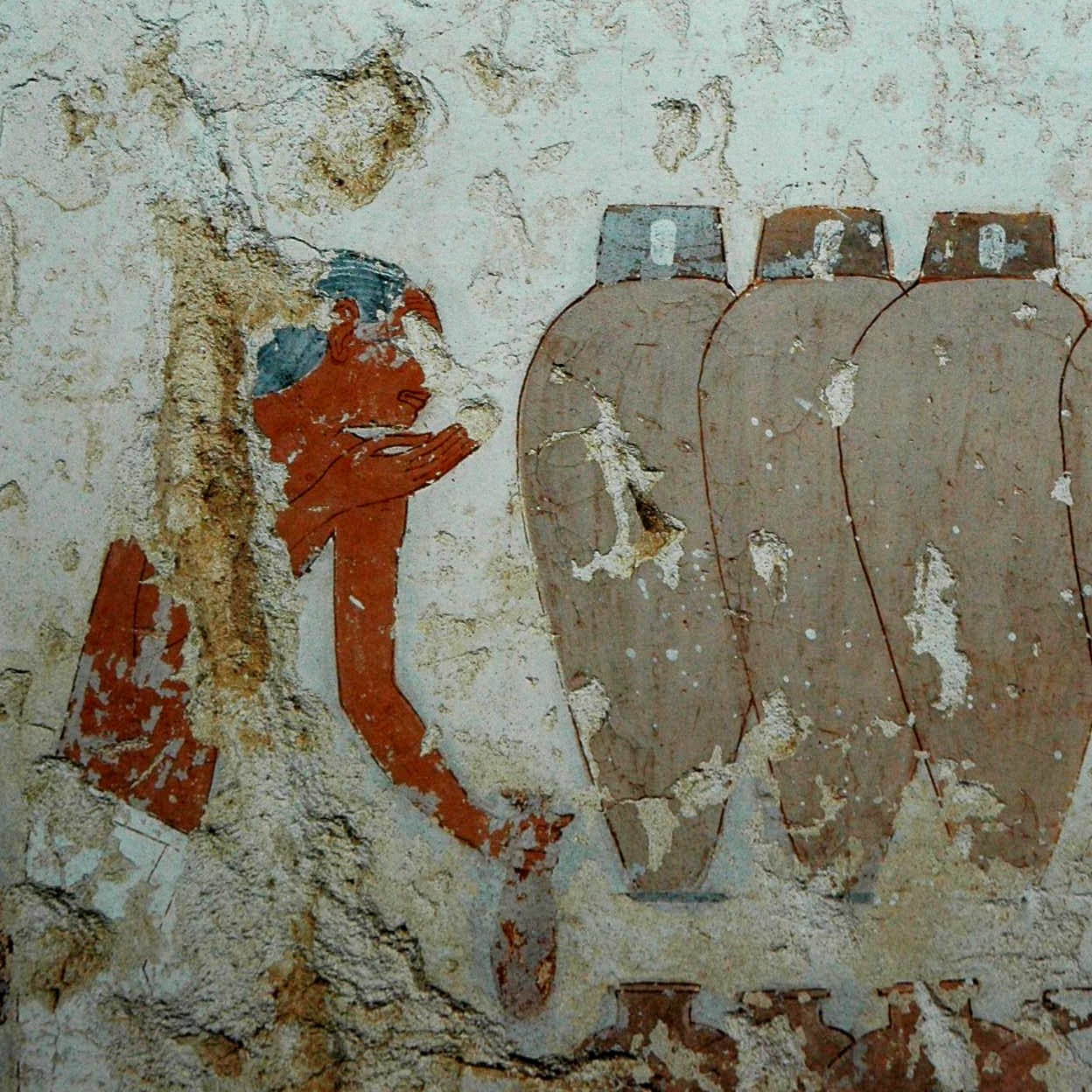
Weinzubereitung, Grab des Ineni (TT81)

Im Gegensatz zum Alltagsgetränk Bier, welches auch in kleineren Haushalten selbst hergestellt werden konnte, war der Wein anfangs nur einer kleinen Oberschicht zugänglich. Um Wein herzustellen, musste man sein eigenes Weingut und die Arbeitsgeräte zur Weinproduktion besitzen. Das gebräuchlichste Wort für Weingarten ist k3mw. In der grundlegenden Bedeutung meint k3mw einen Garten, welcher nebst Reben auch einen Teich und Obstbäume beinhaltete. Weingärten, die ausschließlich zur Weinproduktion angelegt wurden, nannten die Ägypter k3mw n jrp.
Der erste Beleg eines privaten Weinguts in Ägypten stammt aus den biographischen Inschriften aus dem Grab des Metjen in Sakkara. Metjen war ein hoher Beamter in der 4. Dynastie, der im Nildelta eine große Hausanlage mit einem Umfang von 11.000 Quadratmetern besaß. Der Wein wurde wahrscheinlich hauptsächlich für den Hausgebrauch hergestellt, es ist aber nicht ausgeschlossen, dass er einen Teil davon dem Königshof beisteuern musste. In dieser Anlage blieb reichlich Platz für einen Teich, viele Bäume, Gartenland und Wirtschaftsgebäude. Über den Weingarten heißt es in der Inschrift:
Ein Anwesen von 200 Ellen in der Länge und 200 Ellen in der Breite wurde angelegt und ausgestattet, bepflanzt mit guten Bäumen; ein sehr großer Teich wurde darin angelegt; Feigen und Trauben wurden gepflanzt […] Bäume und Trauben wurden in großen Mengen gepflanzt und es wurde sehr viel Wein daraus gemacht.
Die Architektur solcher Gärten scheint sich über die Jahrhunderte hinweg nur geringfügig geändert zu haben. So sind in den thebanischen Gräbern des Neuen Reichs ähnliche Anlagen dargestellt.

## Weinproduktion

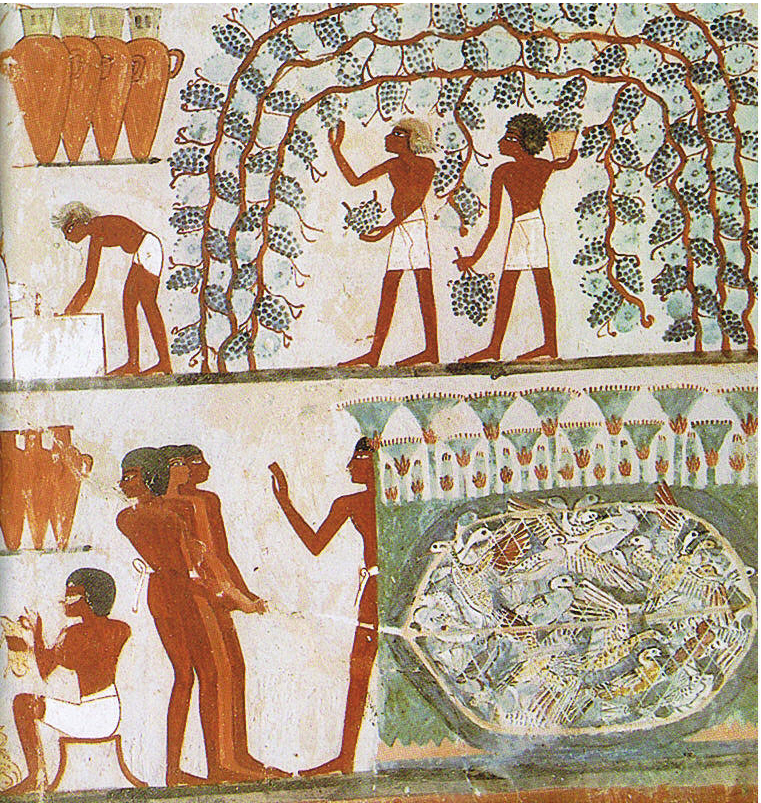
Weinlese, Grab des Nacht(TT52)

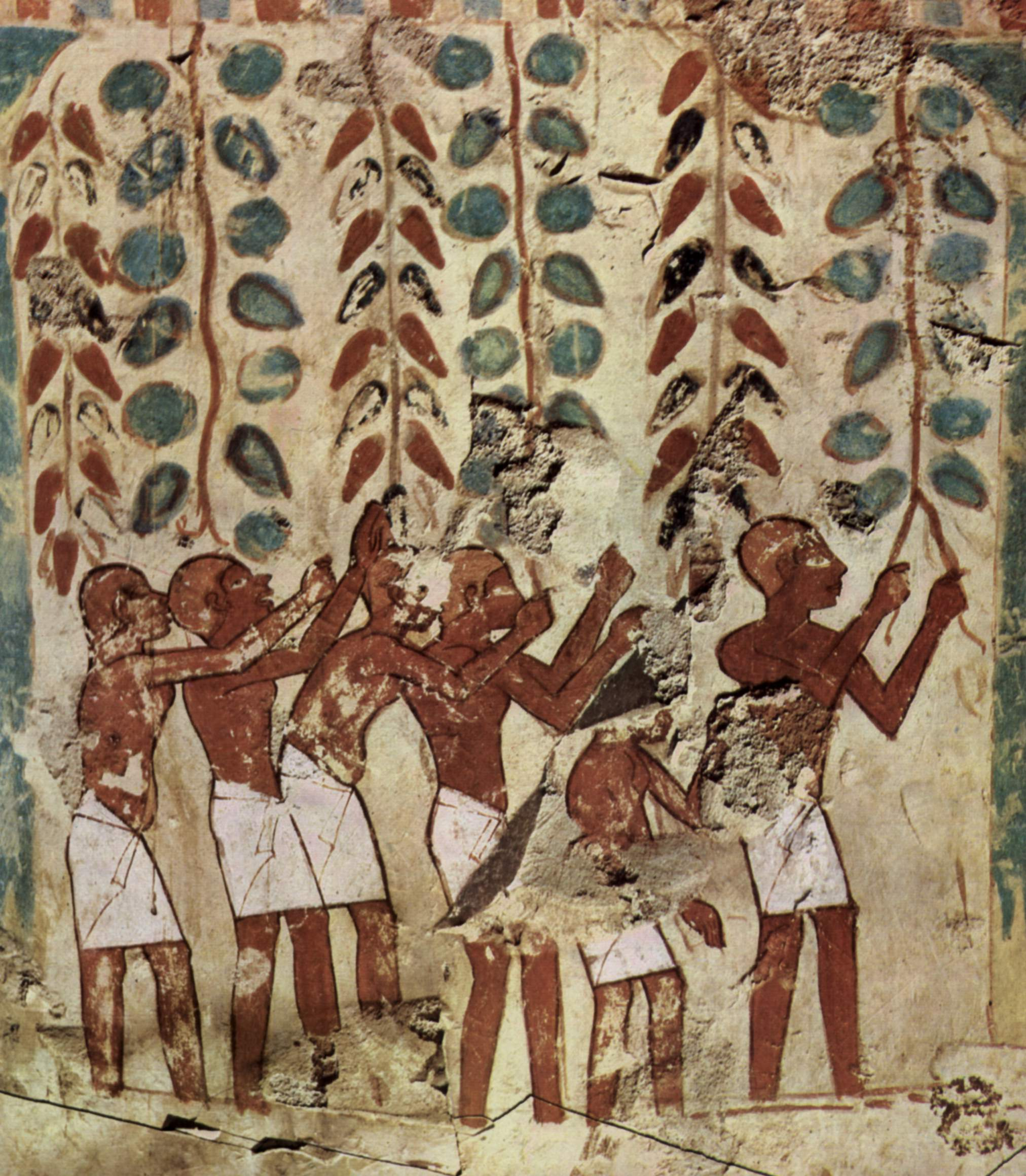
Treten des Weins, Darstellung in der Grabkammer des Userhat

Da es noch keine Scheren gab, wurden die Trauben bei der Traubenlese direkt von den Reben gepflückt, was in einigen Beischriften mit abreißen beschrieben wird. Anschließend wurden die Trauben in Körben direkt zur Wanne zum Treten gebracht.
Das Treten der Weintrauben erfolgte in einer Wanne, neben die seitlich Haltestangen angelegt wurden, an der sich die mit dem Weintreten beschäftigten Männer festhalten konnten.
Die in einem ersten Arbeitsgang zertretenen und ausgepressten Weintrauben wurden anschließend in der sogenannten Sackpresse weiter behandelt. Die dazu verwendete Apparatur bestand aus einem sackartigen Gebilde, durch dessen seitliche Enden jeweils eine Stange hindurchgesteckt war. Durch Drehen dieser seitlich angebrachten Stangen wurde der Sack so stark gepresst, dass unter dem dadurch entstehenden Druck der in den Trauben verbliebene restliche Saft sich freisetzte und in einem breiten Strom in das unter die Sackpresse gestellte Gefäß hineinfloss.
Anschließend wurde der Saft in die Weinkrüge gefüllt und die Krüge wurden versiegelt.

## Etikettierung

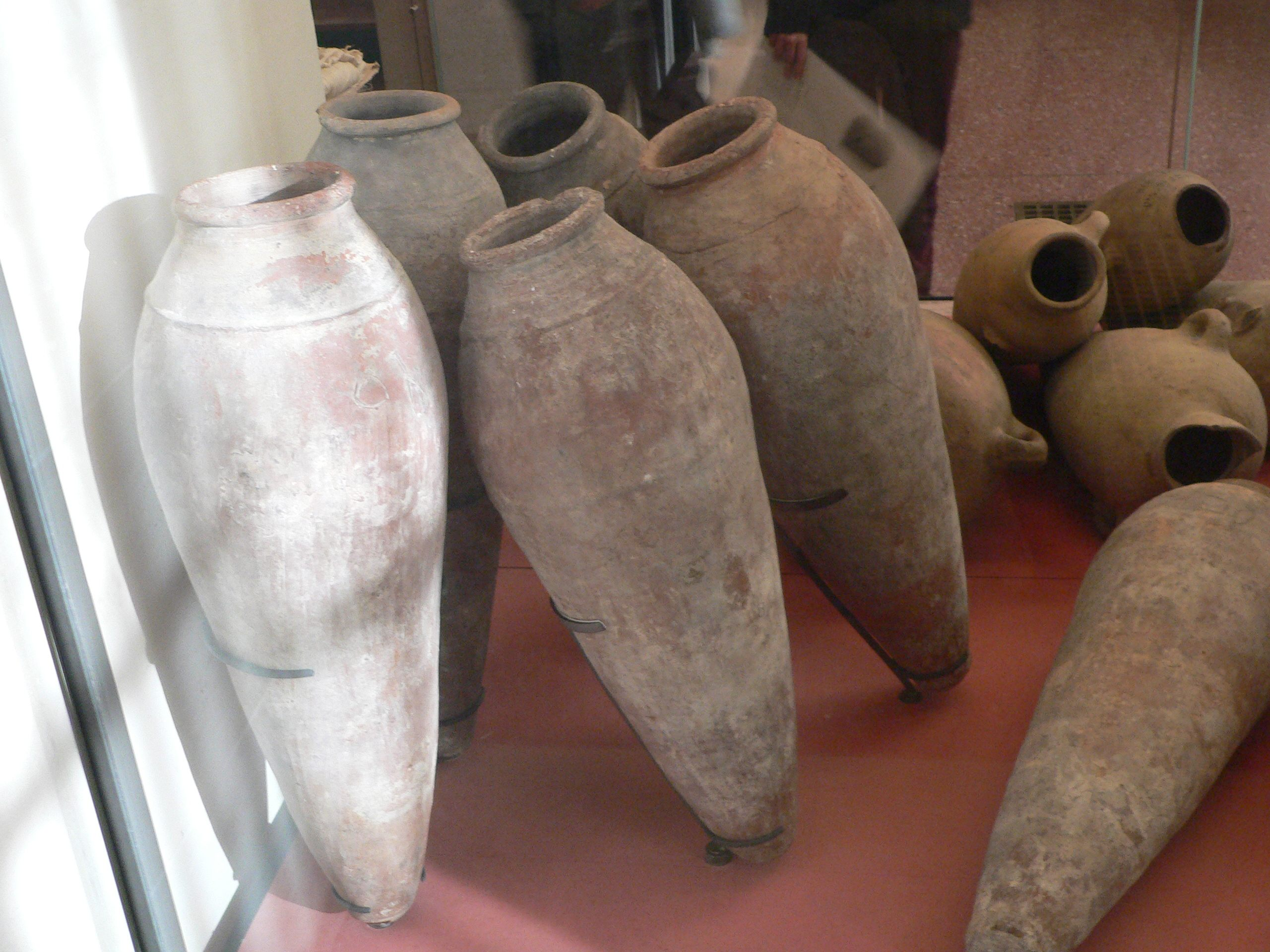
Weinkrüge aus Abydos

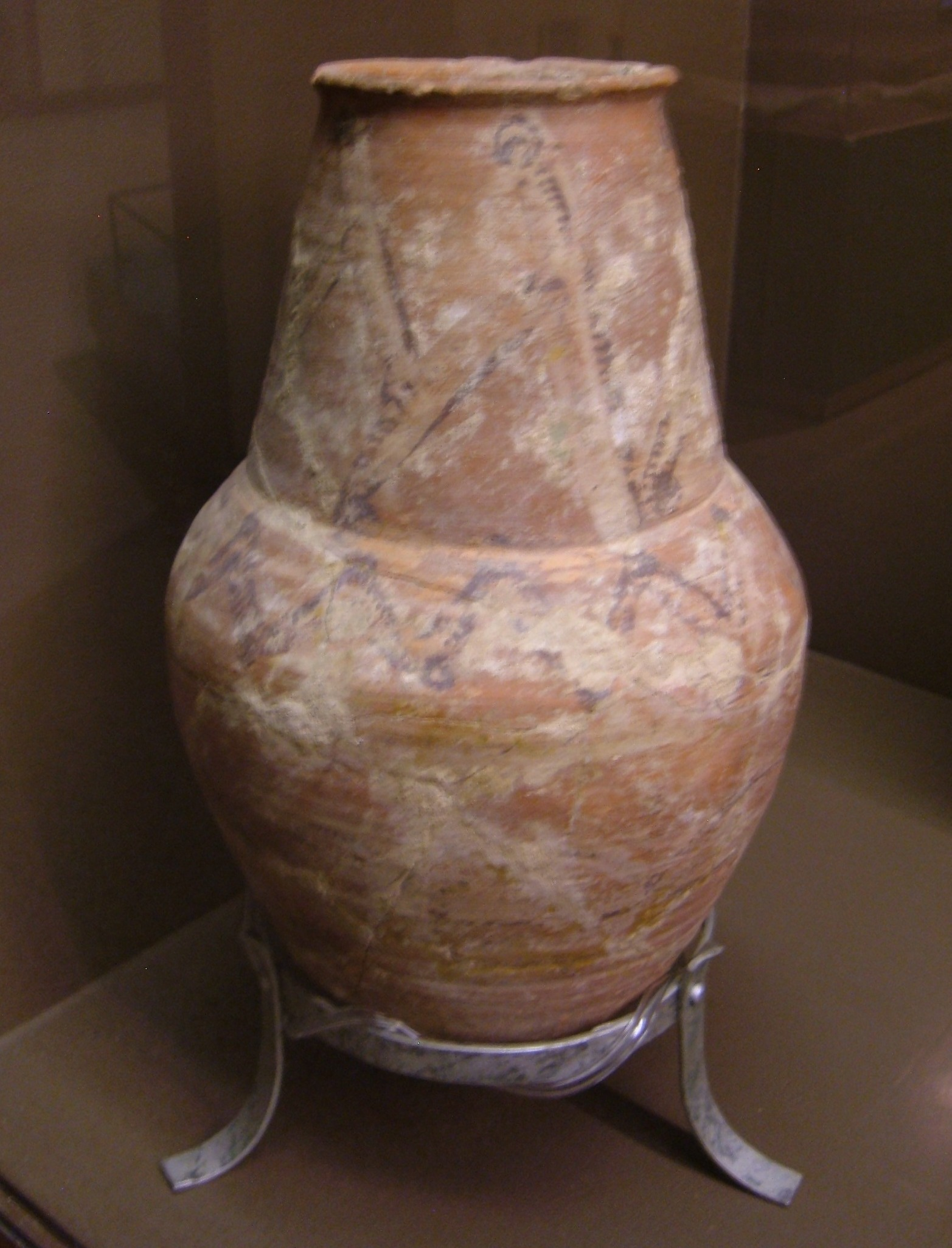
Weinkrug aus der 19. Dynastie

Im Neuen Reich wurden die Weingefäße mit hieratischen Inschriften sehr genau etikettiert. Einer der größten Funde von beschrifteten Weingefäßen stammt aus dem Grab des Tutanchamun (KV62). Die Inschriften auf den 26 beschrifteten Weinkrügen liefern bessere Informationen über den darin enthaltenen Wein als die meisten modernen Flaschenetiketten. Das Jahr der Lese wurde mit dem Regierungsjahr des Königs angegeben. Weiter wurden die Qualität, die Herkunft der Weintrauben, die Eigentümer des Weingartens sowie der Oberwinzer, der für das Produkt verantwortlich war, vermerkt.

## Weinbaugebiete
Die Keramikaufschriften geben genaue Auskunft über die Weinanbaugebiete im Alten Ägypten. Viele Aufschriften nennen Weingärten im westlichen und östlichen Nildelta, im Speziellen die Städte Buto und Memphis. In den Opferlisten des Alten Reichs war jrp mhw (Wein aus Unterägypten) vermutlich eine allgemeine Bezeichnung für Wein aus dem Delta. Die recht steinige Erde und das milde Klima waren ideale Bedingungen für die Rebpflanze. Im Vergleich zum Delta gibt es nur wenige Informationen über die Existenz von Weingärten in Oberägypten. Daraus ist zu schließen, dass es dort nur wenige Weingärten gab. Auch die hohen Anforderungen an die Weinproduktion deuten darauf hin, dass Wein hauptsächlich in idealen Anbaugebieten wie dem Delta angebaut wurde. Auch in den Oasen der westlichen Wüste wurde ab dem Mittleren Reich Wein von hoher Qualität hergestellt. Besonders beliebt war der Wein aus der Oase Bahrya.

## Weinkonsum
Im Alten Reich war der Wein nur einer kleinen Oberschicht zugänglich. Im Neuen Reich wurde er durch Fortschritte in der Produktion und Lieferung sicherlich einer größeren Gesellschaftsschicht zugänglich. Es war aber immer noch ein Zeichen von hohem Prestige, seinen eigenen Weinkeller zu besitzen. Aus einigen wenigen Informationen aus Deir el-Medina lässt sich schließen, dass Wein zur Ramessidenzeit etwa fünf- bis zehnmal teurer war als Bier.
Der Genuss von Wein dürfte aber auch dem einfacheren Mann nicht ganz fremd gewesen sein. Ein königlicher Bote unter Sethos I., der in den Steinbrüchen von Gebel Silsila 1000 Arbeiter betreute, protokollierte die überaus angemessenen Esswaren für ihn und seine Männer, die auch Wein beinhalteten. Auch Ramses II. erwähnt auf einer Kalksteinstele, wie gut er für seine Handwerker sorgte und den privilegierten Arbeitskräften neben der üblichen Bezahlung an Nahrungsmitteln und Kleidung auch Wein zukommen ließ. Auch Priester und Soldaten wurden regelmäßig mit Weinlieferungen aus Staats- und Tempelgütern versorgt. Im Großen Papyrus Harris wird angedeutet, dass die Tempel große Mengen Wein als Beisteuer erhielten.
Man kann davon ausgehen, dass an Festen sehr viel mehr Wein getrunken wurde als im Alltag. Wein durfte auf keinem Fest, wie etwa bei der Neujahrsfeier oder beim Fest der Trunkenheit, das beim Eintreffen der Nilüberschwemmung gefeiert wurde, fehlen. Trunk und Trunkenheit spielte an diesen Festen eine wichtige Rolle. Herodot berichtet, dass am Neujahrsfest in Bubastis mehr Wein getrunken wurde als sonst im ganzen Jahr.

## Verwendung in der Medizin
Die medizinischen Texte zeigen, dass der Wein (neben Wasser und Bier) eines der wichtigsten Lösungsmittel war, um darin die heilwirksamen Substanzen aufzulösen. Die alkoholischen Getränke wurden aber vermutlich nicht nur als Trägersubstanzen, sondern auch als pharmazeutischer Grundstoff angesehen. Der Wein wurde daneben in Salben, Einläufen und Bandagen benutzt. Bei Schwellungen wurde Wein auch äußerlich angewendet.
In einem Rezept gegen eine dämonische Krankheit heißt es zum Beispiel:
Salbe und Myrrhe, wiederholtes Tauchen in Wein und Trocknenlassen.

## Mythologische Bedeutung
In den Pyramidentexten ist Wein ein Bestandteil der Begräbnisopfer und das wesentliche Getränk des Königs im Jenseits. Weiter wird der Wein als das Getränk der Götter beschrieben und dass der König sein Mahl aus den Feigen und dem Wein aus dem Garten der Götter machen soll.
Das göttliche Getränk wird mit den Göttern Osiris und Schesemu assoziiert. Osiris wird als Herr des Weins während des Totenfests des Osiris bezeichnet und dies könnte so interpretiert werden, dass er der Spender des Bankettweins war.
Schesemu, der Gott der Weinpresse, gleichzeitig Herr der Parfüm- und Salbenherstellung und Balsamierungsgott, ist in seiner ursprünglichen Rolle für die Weinerträge verantwortlich. Durch die destruktive Eigenschaft der Weinpresse, den Saft aus den Trauben hinauszupressen, wurde er auch mit dem Bild eines Schlächters assoziiert.
Der Wein wurde auch häufig mit Blut verglichen, was wahrscheinlich auf die identische Farbe zurückzuführen ist.